# Schule von Lucknow
Die Schule von Lucknow wurde zu Beginn des 18. Jahrhunderts von sunnitischen Gelehrten in der indischen Stadt Lucknow im heutigen Bundesstaat Uttar Pradesh gegründet.

## Geschichte
Es gab einen Lehrkanon mit Abhandlungen des höchsten Schwierigkeitsgrades. Er umfasste rationale Wissenschaften wie Logik und Recht. Aber auch Philosophie und zeitgenössische indisch-moslemische Gelehrte wurden unterrichtet. Auch die Traditionswissenschaften wurden gelehrt. Der Aristotelismus wurde besonders betont, wohingegen mit der Zeit der Neuplatonismus aus dem Lehrplan gestrichen und nur noch privat gelehrt wurde.
Der Schule von Lucknow stand die Schule von Delhi gegenüber. Hier fiel der Aristotelismus komplett weg.